# آکیرا ماتسوزاوا
آکیرا ماتسوزاوا (ژاپنی: 松澤 彰؛ زادهٔ ۱۸ سپتامبر ۱۹۹۷) یک بازیکن فوتبال اهل ژاپن است.
از باشگاه‌هایی که در آن بازی کرده‌است می‌توان به باشگاه فوتبال کاتالر تویاما اشاره کرد.